# Sticherus decurrens
Sticherus decurrens är en ormbunkeart som först beskrevs av Giuseppe Raddi, och fick sitt nu gällande namn av J.Gonzales. Sticherus decurrens ingår i släktet Sticherus och familjen Gleicheniaceae. Inga underarter finns listade.